# Sipalolasma ellioti
Sipalolasma ellioti là một loài nhện trong họ Barychelidae. Loài này phân bố ờ Sri Lanka.